# ナラティンカー
ナラティンカー（ビルマ語: နရသိင်္ခ 、1141年8月20日? - 1174年5月?）は、ミャンマー（ビルマ）のパガン王朝の王（在位：1171年2月 - 1174年5月）。
兄弟のナラパティシードゥーを後継者、総司令官に指名したナラティンカーは、記録上初めて最初に軍隊の指揮を委譲したパガン王朝の国王である。ナラティンカーはナラパティシードゥーの妻の一人を女王に迎えた後、ナラパティシードゥーの従者であるAungzwaによって暗殺された。
16世紀以降に編纂されたビルマ語の各種王統史では、ナラトゥーと第7代国王ナラパティシードゥーの間の王と書かれるが、パガン期に寺院に奉納された碑文に彼の名前は確認できない。史学者のゴードン・ルースは1165年から1174年までの間にパガン王朝に王が存在していたことを示す碑文による証拠は存在しないと主張しているが、Htin Aungなどの他の史学者はルースの「推測」に疑問を呈している。

## 前半生
ナラティンカーはパガン国王ナラトゥーの長男として生まれる。彼の出生年は後代に編纂された年代記に記されているが、それぞれの内容は一致していない。研究者はZatadawbon Yazawinに記されている生年を暫定的に採用している。以下の表では主要な4つの年代記に記されている年代を挙げる。
| 年代記                            | 生没年          | 没時の年齢 | 在位期間        | 在位年数 |
| --------------------------------- | --------------- | ---------- | --------------- | -------- |
| Zatadawbon Yazawin （歴代君主表） | 1142年 – 1173年 | 31         | 1170年 – 1173年 | 3年      |
| Zatadawbon Yazawin （占星術の節） | 1141年 – 1175年 | 34         | 1170年 – 1175年 | 3年      |
| Maha Yazawin                      | 1130年 – 1164年 | 34         | 1161年 – 1164年 | 3年      |
| Yazawin Thit                      | 1134年 – 1174年 | 40         | 1171年 – 1174年 | 3年      |
| Hmannan Yazawin                   | 1140年 – 1174年 | 34         | 1171年 – 1174年 | 3年      |

ナラティンカーは祖父のアラウンシードゥーの宮廷で養育される。王位継承者のラインにナラティンカーは置かれておらず、叔父のミンチンソウが継承者と見られていた。ナラティンカーは成年に達したとき、自分に好意を寄せていた従姉妹のMin Aung Myatと結婚し、結婚式はアラウンシードゥーによって開かれた。1167年にナラトゥーがアラウンシードゥーとミンチンソウを暗殺して王位を簒奪した後、ナラティンカーは後継者候補に浮上する。

## 治世
西インドのパティカヤの王が派遣した刺客によってナラトゥーが暗殺された後、1171年にナラティンカーが王位に就く。王位の継承にあたって、彼は兄弟のナラパティシードゥーを後継者と総司令官に指名する。
王位に就いた当初ナラティンカーの人気は高かったが、彼がナラパティシードゥーの妻であるヴェルヴァティに好意を抱いたために人気は落ちていったことが年代記に記されている。1174年にナラティンカーはパガンから遠く離れた北方のナサウンヂャンで起きた反乱の鎮圧を口実に、ナラパティシードゥーを前線に派遣する。ナラパティシードゥーの軍がパガンから離れたことを確認したナラティンカーは、ヴェルヴァティを妻に迎えた。
進軍の途上でティセイン（現在のシュエボー）に到着したナラパティシードゥーはナサウンヂャンで反乱が起きていないことを知って憤慨し、ナラパティシードゥーに従軍していた将校と村落の長は彼を王に擁立することで意見を一つにした。ナラパティシードゥーは軍隊の司令官であるAung Zwaを指名し、王の暗殺を命じた。Aung Zwaは80人の兵士を率いて休むことなく川を下って進んでいった。パガンに到着した一団は宮殿になだれ込み、Aung Zwa自身によってナラティンカーは殺害された。

## 家族
- 妃
  - 氏名不詳
  - 氏名不詳
  - 氏名不詳（アノーヤターの武将ニャウン・ウピの曾孫[14]）

## 翻訳元記事参考文献
- Coedès, George (1968). Walter F. Vella. ed. The Indianized States of Southeast Asia. trans.Susan Brown Cowing. University of Hawaii Press. ISBN 978-0-8248-0368-1
- Htin Aung, Maung (1967). A History of Burma. New York and London: Cambridge University Press
- Htin Aung, Maung (1970). Burmese History before 1287: A Defence of the Chronicles. Oxford: The Asoka Society
- Kala, U (1724) (Burmese). Maha Yazawin. 1–3 (2006, 4th printing ed.). Yangon: Ya-Pyei Publishing
- Maha Sithu (1798). Myint Swe (1st ed.); Kyaw Win, Ph.D. and Thein Hlaing (2nd ed.). ed (Burmese). Yazawin Thit. 1–3 (2012, 2nd printing ed.). Yangon: Ya-Pyei Publishing
- Royal Historians of Burma (c. 1680). U Hla Tin (Hla Thamein). ed. Zatadawbon Yazawin (1960 ed.). Historical Research Directorate of the Union of Burma
- Royal Historical Commission of Burma (1832) (Burmese). Hmannan Yazawin. 1–3 (2003 ed.). Yangon: Ministry of Information, Myanmar